# Coupe du monde de combiné nordique 2023-2024
Navigation
2022-2023 2024-2025
La Coupe du monde de combiné nordique 2023-2024 est la 41e édition masculine de la Coupe du monde de combiné nordique, mais aussi la 4e édition féminine de cette compétition de combiné nordique organisée annuellement.
Elle se déroule, pour les hommes, du 24 novembre 2023 au 17 mars 2024 en dix étapes se déroulant dans six pays, et chez les femmes du 1er décembre 2023 au 17 mars 2024, en huit étapes coïncidant avec des étapes de la Coupe masculine. Ces deux compétitions ont une course en commun : l'épreuve mixte par équipes organisée le 16 mars 2024 à Trondheim, en Norvège.
Les athlètes des deux sexes disputeront plusieurs courses « compact » ce qui est un nouveauté de la saison. Le répartition des points est également modifié. En raison de l'Invasion de l'Ukraine par la Russie en 2022, les athlètes russes et biélorusses sont interdits de compétition pour toute la saison.
Ida Marie Hagen remporte la classement général féminin pour la première fois grâce à neuf victoires. Chez les hommes, Jarl Magnus Riiber remporte la classement général pour la cinquième fois grâce à seize victoires dont dix consécutives.

## Organisation de la compétition

### Programme et sites de compétition
La saison débute à Ruka par le Ruka Tour, une épreuve masculine. Les hommes vont ensuite à Lillehammer où les femmes débutent leurs saisons. La plupart des lieux de compétition sont mixtes à l'exception de Ruka et de Lahti. Ainsi, les femmes disputent 17 courses sur 8 étapes alors que les hommes disputent 24 courses sur 10 étapes,.
Trondheim accueille des courses qui sont des test-event en vue des championnats du monde de ski nordique 2025.
Une étape à Chaux-Neuve était envisagée mais elle a dû être annulée par manque de moyens financiers,. Le site est absent de la Coupe du monde depuis 2019.

### Format des épreuves

#### Individuel
Les athlètes exécutent premièrement un saut sur un tremplin suivi d’une course de ski de fond de 10 km. À la suite du saut, des points sont attribués pour la longueur et le style. Le départ de la course de ski de fond s'effectue selon la méthode Gundersen, le coureur occupant la première place du classement de saut s’élance en premier, et les autres s’élancent ensuite dans l’ordre fixé. Le premier skieur à franchir la ligne d’arrivée remporte l’épreuve,.
Un temps envisagé, la distance des courses de ski de fond n'évolue pas,. La Fédération a décidé que se serait désormais les quarante premiers athlètes qui marquent des points (au lieu des trente premiers lors des saisons précédentes). La répartition est la suivante  :
| Place | Points | Place | Points | Place | Points | Place | Points |
| ----- | ------ | ----- | ------ | ----- | ------ | ----- | ------ |
| 1er   | 100    | 11e   | 40     | 21e   | 20     | 31e   | 10     |
| 2e    | 90     | 12e   | 38     | 22e   | 19     | 32e   | 9      |
| 3e    | 80     | 13e   | 36     | 23e   | 18     | 33e   | 8      |
| 4e    | 70     | 14e   | 34     | 24e   | 17     | 34e   | 7      |
| 5e    | 60     | 15e   | 32     | 25e   | 16     | 35e   | 6      |
| 6e    | 55     | 16e   | 30     | 26e   | 15     | 36e   | 5      |
| 7e    | 52     | 17e   | 28     | 27e   | 14     | 37e   | 4      |
| 8e    | 49     | 18e   | 26     | 28e   | 13     | 38e   | 3      |
| 9e    | 46     | 19e   | 24     | 29e   | 12     | 39e   | 2      |
| 10e   | 43     | 20e   | 22     | 30e   | 11     | 40e   | 1      |

#### Mass-start
Les compétiteurs disputent une course de fond en partant tous en même temps. Les temps à l'arrivée sont convertis en points ; à ces premiers viendront s'additionner ceux acquis lors de l'épreuve de saut, qui se déroule dans un deuxième temps. L'athlète ayant le plus de points gagne l'épreuve.
Comme pour les épreuves Gundersen, les quarante premiers athlètes à l'arrivée marquent des points suivants selon la même répartition.

#### Compact
Testé lors du Grand Prix d'été de combiné nordique 2023, le nouveau format « compact » est mis en place malgré l'opposition des Norvégiens.
Pour l'épreuve compact, la table de Gundersen n'est pas utilisé pour la conversion en temps, c'est uniquement la place dans le concours de saut qui détermine l'écart au départ de la course de ski de fond. Les écarts lors du départ de la course de ski de fond suivent le tableau suivant :
| Place | Ecart         | Place          | Ecart         |
| ----- | ------------- | -------------- | ------------- |
| 1er   | 0 min 00 s    | 14e            | + 00 min 46 s |
| 2e    | + 00 min 06 s | 15e            | + 00 min 48 s |
| 3e    | + 00 min 12 s | 16e            | + 00 min 50 s |
| 4e    | + 00 min 17 s | 17e            | + 00 min 52 s |
| 5e    | + 00 min 22 s | 18e            | + 00 min 54 s |
| 6e    | + 00 min 26 s | 19e            | + 00 min 56 s |
| 7e    | + 00 min 30 s | 20e            | + 01 min 00 s |
| 8e    | + 00 min 33 s | 21e - 23e      | + 01 min 05 s |
| 9e    | + 00 min 36 s | 24e - 26e      | + 01 min 10 s |
| 10e   | + 00 min 38 s | 27e - 29e      | + 01 min 15 s |
| 11e   | + 00 min 40 s | 30e - 32e      | + 01 min 20 s |
| 12e   | + 00 min 42 s | 33e - 35e      | + 01 min 25 s |
| 13e   | + 00 min 44 s | 36e et au-delà | + 01 min 30 s |

Les quarante premiers athlètes à l'arrivée marquent des points suivant la même répartition que pour l'Individuel Gundersen. Un « petit globe » sera distribué pour l'ensemble des courses compact.

#### Épreuve par équipes mixte
Chaque équipe comprend deux coureurs et deux coureuses qui effectuent individuellement un saut sur le tremplin. On additionne ensuite les résultats de chaque membre de l’équipe. L’équipe qui obtient le pointage total le plus élevé sera la première équipe à partir dans la partie du ski de fond qui consiste en un relais 2 × 5 kilomètres pour les hommes et 2 × 2,5 kilomètres pour les femmes . Comme dans les épreuves individuelles, on détermine les temps de départ dans un ordre fixé selon le tableau de Gundersen. L’équipe dont le premier skieur franchit la ligne d’arrivée remporte l’épreuve,.
Les nations ne peuvent engager qu'une équipe pour cette épreuve. Les huit premières équipes à l'arrivée marquent des points suivants la répartition suivante:
| Place  | 1er | 2e  | 3e  | 4e  | 5e  | 6e  | 7e  | 8e |
| ------ | --- | --- | --- | --- | --- | --- | --- | -- |
| Points | 400 | 352 | 300 | 248 | 200 | 152 | 100 | 48 |

#### Sprint par équipes
Cette épreuve est composée par équipe de deux. Les deux athlètes effectuent un saut chacun et des points sont attribués pour la longueur et le style. Le départ de la course de fond s'effectue selon la cotation suivante (1 point = 2 secondes). Un des athlètes occupant la première place du classement de saut s’élance en premier, et les autres s’élancent ensuite dans l’ordre fixé. La course de fond de 2 × 7,5 kilomètres avec changement d’athlète tous les 1,5 kilomètre. Le premier athlète à franchir la ligne d’arrivée permet à son équipe de remporter l’épreuve.
Les nations ne peuvent engager plus de deux équipes pour cette épreuve. Les huit premières équipes à l'arrivée marquent des points suivants la répartition suivante:
| Place  | 1er | 2e  | 3e  | 4e  | 5e  | 6e | 7e | 8e |
| ------ | --- | --- | --- | --- | --- | -- | -- | -- |
| Points | 200 | 176 | 150 | 124 | 100 | 76 | 50 | 24 |

#### Les Trois Jours du combiné nordique
Il s'agit d'un « temps fort » de la saison avec un règlement spécifique. La compétition se déroule sur trois jours consécutifs avec une course par jour. Les résultats se reportent de jour en jour selon une grille. Le vainqueur des Trois Jours est l'athlète qui passe la ligne en premier lors de la troisième course. Lors du premier jour, tous les athlètes peuvent participer à la course qui est composé d'un saut et de 7,5 kilomètres en ski de fond. Le deuxième jour, les cinquante premiers athlètes de la première course peuvent concourir à l'épreuve qui est composée d'un saut et de 10 kilomètres en ski de fond. Lors du dernier jour, tous les athlètes ayant terminé la course de la veille participent à la course qui est composée de deux sauts et de 12,5 kilomètres en ski de fond.
Lors des Trois Jours du combiné nordique, le système de points est différent des autres courses de la saison, la répartition est de la façon suivante :
| Place | Jour 1 et jour 2 | Jour 3 | Place | Jour 1 et jour 2 | Jour 3 | Place | Jour 1 et jour 2 | Jour 3 | Place | Jour 1 et jour 2 | Jour 3 |
| ----- | ---------------- | ------ | ----- | ---------------- | ------ | ----- | ---------------- | ------ | ----- | ---------------- | ------ |
| 1er   | 50               | 200    | 11e   | 20               | 80     | 21e   | 10               | 40     | 31e   | 5                | 20     |
| 2e    | 45               | 180    | 12e   | 19               | 76     | 22e   | 9                | 36     | 32e   | 5                | 20     |
| 3e    | 40               | 160    | 13e   | 18               | 72     | 23e   | 9                | 36     | 33e   | 4                | 16     |
| 4e    | 35               | 140    | 14e   | 17               | 68     | 24e   | 9                | 36     | 34e   | 3                | 12     |
| 5e    | 30               | 120    | 15e   | 16               | 64     | 25e   | 8                | 32     | 35e   | 3                | 12     |
| 6e    | 28               | 112    | 16e   | 15               | 60     | 26e   | 7                | 28     | 36e   | 3                | 12     |
| 7e    | 26               | 104    | 17e   | 14               | 56     | 27e   | 7                | 28     | 37e   | 2                | 8      |
| 8e    | 24               | 96     | 18e   | 13               | 52     | 28e   | 7                | 28     | 38e   | 1                | 4      |
| 9e    | 23               | 92     | 19e   | 12               | 48     | 29e   | 6                | 24     | 39e   | 1                | 4      |
| 10e   | 22               | 88     | 20e   | 11               | 44     | 30e   | 5                | 20     | 40e   | 1                | 4      |

### Dotation financière
Des dotations financières (prize money) est accordé après chaque course,. Lors des compétitions individuelles, ce sont désormais les trente premiers athlètes qui sont dotés.

#### Pour la compétition masculine
Les sommes suivantes sont versées aux athlètes masculins après chaque course :
| Place                                           | 1re    | 2e     | 3e    | 4e    | 5e    | 6e    | 7e    | 8e    | 9e    | 10e   | 11e   | 12e   | 13e   | 14e   | 15e   | 16e | 17e | 18e | 19e | 20e | 21e | 22e | 23e | 24e | 25e | 26e | 27e | 28e | 29e | 30e |
| ----------------------------------------------- | ------ | ------ | ----- | ----- | ----- | ----- | ----- | ----- | ----- | ----- | ----- | ----- | ----- | ----- | ----- | --- | --- | --- | --- | --- | --- | --- | --- | --- | --- | --- | --- | --- | --- | --- |
| Épreuve individuelle                            | 9 000  | 7 000  | 4 400 | 2 600 | 2 200 | 1 600 | 1 300 | 1 060 | 960   | 860   | 760   | 660   | 620   | 580   | 540   | 500 | 460 | 420 | 410 | 400 | 390 | 380 | 370 | 360 | 350 | 340 | 330 | 320 | 310 | 300 |
| Relais par équipes                              | 19 000 | 12 000 | 5 000 |       |       |       |       |       |       |       |       |       |       |       |       |     |     |     |     |     |     |     |     |     |     |     |     |     |     |     |
| Sprint par équipes                              | 14 500 | 9 500  | 4 800 | 3 600 | 2 400 | 1 200 |       |       |       |       |       |       |       |       |       |     |     |     |     |     |     |     |     |     |     |     |     |     |     |     |
| Jour 1 et 2 des Trois Jours du combiné nordique | 6 000  | 3 600  | 2 400 |       |       |       |       |       |       |       |       |       |       |       |       |     |     |     |     |     |     |     |     |     |     |     |     |     |     |     |
| Jour 3 des Trois Jours du combiné nordique      | 13 500 | 10 500 | 6 600 | 3 900 | 3 300 | 2 400 | 1 950 | 1 590 | 1 440 | 1 290 | 1 140 | 990   | 930   | 870   | 810   | 750 | 690 | 630 | 615 | 600 | 585 | 570 | 555 | 540 | 525 | 510 | 495 | 480 | 465 | 450 |
| Jour 1, 2 et 3 du Ruka Tour                     | 4 500  | 3 500  | 2 200 | 1 300 | 1 100 | 800   | 650   | 530   | 480   | 430   | 380   | 330   | 310   | 290   | 270   | 250 | 230 | 210 | 205 | 200 | 195 | 190 | 185 | 180 | 175 | 170 | 165 | 160 | 155 | 150 |
| Classement général du Ruka Tour                 | 20 000 | 15 000 | 9 000 | 4 000 | 3 500 | 3 250 | 3 000 | 2 850 | 2 700 | 2 550 | 2 400 | 2 250 | 2 100 | 2 000 | 1 900 |     |     |     |     |     |     |     |     |     |     |     |     |     |     |     |
| Classement du German Trophy                     | 10 000 | 5 000  | 2 500 |       |       |       |       |       |       |       |       |       |       |       |       |     |     |     |     |     |     |     |     |     |     |     |     |     |     |     |

Il y a 6 000 CHF pour le meilleur fondeur et la même somme pour le meilleur sauteur. La répartition de la dotation pour le classement général de la compétition est la suivante:
| Place              | 1er    | 2e    | 3e    | 4e    | 5e    | 6e    |
| ------------------ | ------ | ----- | ----- | ----- | ----- | ----- |
| Classement général | 12 160 | 8 000 | 4 800 | 3 200 | 2 240 | 1 600 |

#### Pour la compétition féminine
Les sommes suivantes sont versées aux athlètes féminines après chaque course :
| Place                                           | 1re    | 2e     | 3e    | 4e    | 5e    | 6e    | 7e    | 8e    | 9e    | 10e   | 11e   | 12e | 13e | 14e | 15e |
| ----------------------------------------------- | ------ | ------ | ----- | ----- | ----- | ----- | ----- | ----- | ----- | ----- | ----- | --- | --- | --- | --- |
| Épreuve individuelle                            | 4 500  | 2 800  | 1 500 | 1 200 | 1 000 | 850   | 700   | 600   | 500   | 450   | 400   | 350 | 300 | 250 | 200 |
| Relais par équipes                              | 8 000  | 4 600  | 3 000 |       |       |       |       |       |       |       |       |     |     |     |     |
| Relais par équipes mixte                        | 19 000 | 12 000 | 5 000 |       |       |       |       |       |       |       |       |     |     |     |     |
| Sprint par équipes                              | 6 000  | 3 600  | 2 400 | 1 300 | 1 200 | 1 100 |       |       |       |       |       |     |     |     |     |
| Sprint par équipes mixte                        | 14 500 | 9 500  | 4 800 | 3 600 | 2 400 | 1 200 |       |       |       |       |       |     |     |     |     |
| Jour 1 et 2 des Trois Jours du combiné nordique | 2 000  | 1 500  | 1 000 |       |       |       |       |       |       |       |       |     |     |     |     |
| Jour 3 des Trois Jours du combiné nordique      | 10 000 | 7 000  | 5 000 | 3 300 | 2 000 | 1 500 | 1 400 | 1 300 | 1 200 | 1 100 | 1 000 | 900 | 800 | 700 | 600 |
| Classement du German Trophy                     | 10 000 | 5 000  | 2 500 |       |       |       |       |       |       |       |       |     |     |     |     |

Il y a 1 000 CHF pour la meilleure fondeuse et la même somme pour la meilleure sauteuse. La répartition de la dotation pour le classement général de la compétition est la suivante:
| Place              | 1er   | 2e    | 3e    |
| ------------------ | ----- | ----- | ----- |
| Classement général | 3 000 | 1 800 | 1 200 |

## Compétition

### Avant-saison

#### Athlètes qualifiés
Le nombre de participants autorisés par nations est calculé après chaque période (la saison est divisée en quatre périodes) en fonction :
- du FIS World Ranking qui est un indicateur qui prend notamment en compte le classement général de la compétition
- le classement de la coupe continentale

Le quota maximal est de 11 athlètes.
Sont sélectionnables :
- les athlètes nés avant l'an 2008 ;
- les athlètes ayant inscrits des points en coupe du monde ;
- les athlètes ayant inscrits des points en coupe continentale lors de la saison en cours ou lors de la saison précédente ;
- les médaillés dans les épreuves individuelles des précédents Championnats du monde junior. Ils ne se sont sélectionnables que jusqu'au début des Championnats du monde junior.

#### Athlètes participants et favoris
En raison de l'Invasion de l'Ukraine par la Russie en 2022, les athlètes russes et biélorusses sont interdits de compétition pour toute la saison.
La place du combiné nordique aux Jeux olympiques de 2030 est menacée. Ainsi, la fédération internationale de ski propose des changements afin d'essayer de redynamiser la discipline. La création des courses « compact » en fait notamment partie. Les athlètes et entraîneurs norvégiens sont toujours contre les modifications apportées. Le directeur du combiné norvégien, Ivar Stuan (no) pense que le format désavantage trop les meilleurs sauteurs et notamment Jarl Magnus Riiber et Gyda Westvold Hansen. Par contre, Ivar Stuan se montre plus optimiste pour l'avenir du sprint par équipes mixte qui sera testé lors de la coupe continentale de combiné nordique 2024.
Jarl Magnus Riiber voit sa préparation perturbée en raison de problème de santé. En effet, le Norvégien tousse abondamment pendant plusieurs semaines. Il a même crû pendant un temps avoir des dommages aux poumons. Finalement, il peut reprendre l'entraînement mi-octobre mais il ne prend pas part aux courses de pré-saison à Beitostølen. Afin d'éviter d'autres maladies, Jarl Magnus Riiber a fait le choix de s'isoler de sa femme et de sa fille de trois ans. Il a emménagé dans le sous-sol de sa mère et de son père. Il s'entraîne également loin de ses coéquipiers toujours dans l'objectif d'éviter les maladies. Malgré tout, son objectif est de remporter à nouveau le classement général de la coupe du monde.
Au contraire de Jarl Magnus Riiber, Johannes Lamparter affirme que sa préparation a été idéale. Il vise à nouveau le classement général de la Coupe du monde. L'équipe d'Autriche est endeuillé par la mort de la femme de Christoph Eugen, l'entraîneur en chef autrichien. Ce dernier est absent sur plusieurs courses et ce sont ses adjoints qui le remplacent.
Un scanner 3D est testé en septembre lors du Grand Prix d'été de combiné nordique 2023 afin de mesurer les athlètes et déterminer la taille autorisée pour les combinaisons,. Une des mesures ne se passent pas bien en raison en la présence d'un technicien masculin aux tests effectués sur les athlètes femmes. Les tests sont effectués avec des petits sous-vêtements ce qui a mis mal à l'aise notamment les Norvégiennes. Finalement, un boycott du test est fait par les athlètes et une nouvelle session de test est mise en place en octobre.
Lors de cette saison, les nouvelles réglementations sur le fartage entrent en vigueur. Le fluor qui rendait malade les techniciens est interdit. Tes tests seront effectués et certains athlètes pourraient être disqualifiés en cas de non-respect de cette interdiction. Certains athlètes craignent des contaminations accidentelles,.
Lors des courses de présaison, les meilleurs coureurs Finlandais, Français, Japonais, Tchèques et Ukrainiens participent à une compétition nationale finlandaise à Rovaniemi. Chez les hommes, Eero Hirvonen l'emporte au sprint devant Ilkka Herola et Laurent Muhlethaler. Chez les femmes, Minja Korhonen (fi) l'emporte devant Léna Brocard et Heta Hirvonen. Les Norvégiens, Polonais et Estoniens disputent des courses de présaison à Beitostølen. Jens Lurås Oftebro remporte les deux courses masculines. Chez les femmes, Marte Leinan Lund remporte la première course et Gyda Westvold Hansen la deuxième,.
Pour les classements généraux, les favoris sont Johannes Lamparter et Jarl Magnus Riiber chez les hommes et Gyda Westvold Hansen et Nathalie Armbruster chez les femmes,. Vinzenz Geiger est également annoncé comme un candidat sérieux pour le classement général masculin.
Alessandro Pittin et Einar Lurås Oftebro sont absents toute la saison en raison de blessures.

### Déroulement de la compétition

#### Ruka
À Ruka pour le début de saison, plusieurs athlètes et délégations sont absents. Chez les Allemands, Vinzenz Geiger avoue ne pas être en forme en raison d'une infection et Fabian Riessle est absent. Les athlètes Polonais font l'impasse sur les courses de Ruka et de Lillehammer afin de préparer l'ouverture de la coupe continentale à Lillehammer. Eero Hirvonen manque les entraînements en raison « d'une tragédie familiale ». Il participe finalement aux compétitions. Lors du saut de réserve, Jarl Magnus Riiber se blesse à l'épaule. Cette blessure déprime le Norvégien qui pense un temps à arrêter sa saison pour se faire opérer ou même arrêter sa carrière. Le Norvégien s'est en effet renseigné sur des possibilités d'emplois notamment à la fédération internationale de ski.
Lors de la première course, le premier « compact » de l'histoire de la coupe du monde est au programme. Le concours de saut est dominé par Johannes Lamparter grâce à un saut à 141 m. Il devance Jarl Magnus Riiber qui était incertain en raison de sa chute la veille lors du saut de réserve. Ce dernier est deuxième grâce à un saut à 134,5 m. Eero Hirvonen est troisième grâce à un saut à 140,5 m. Jørgen Graabak est quatrième devant Jens Lurås Oftebro et Kristjan Ilves. Terence Weber est le meilleur allemand à la septième place. Julian Schmid et Vinzenz Geiger sont au-delà de la vingtième place. Lors de la course de ski de fond, Jarl Magnus Riiber rattrape dans le premier kilomètre Johannes Lamparter. Juste avant la mi-course, un groupe de poursuivants composé d'Eero Hirvonen, de Jørgen Graabak, de Kristjan Ilves et de Jens Lurås Oftebro revient sur le duo de tête. Dans le dernier tour, d'autres concurrents comme Johannes Rydzek, Manuel Faisst, Stefan Rettenegger ou encore Ilkka Herola rejoignent le groupe de tête. Finalement une dizaine d'athlètes se jouent la victoire dans la dernière montée. Jens Lurås Oftebro crée une différence avec ses deux compatriotes Jarl Magnus Riiber et Jørgen Graabak. Ainsi, les Norvégiens réalisent le triplé et Jens Lurås Oftebro l'emporte. Johannes Rydzek prend la quatrième place devant Eero Hirvonen et Johannes Lamparter.
Le lendemain, un individuel Gundersen est au programme. Lors du concours de saut, Jarl Magnus Riiber réalise 143,5 m. Johannes Lamparter réalise la même distance mais avec plus d'élan et des meilleures conditions de vents. Ainsi, il est deuxième à 32 s du Norvégien. Derrière, les écarts sont très importants. Terence Weber est troisième mais à plus d'une minute du leader. Il devance Jørgen Graabak, Stefan Rettenegger, Franz-Josef Rehrl, Kristjan Ilves ou encore Julian Schmid. Ce dernier est en huitième place à plus de deux minutes malgré un saut à 138 m. Derrière, de nombreux athlètes figurent dans des vagues afin de limiter les écarts au départ de la course. Jens Lurås Oftebro, vainqueur la veille, est à plus de quatre minutes du leader. Lors de la course de ski de fond, Jarl Magnus Riiber fait la course en tête et l'emporte. Il devance de près d'une minute Johannes Lamparter qui a lui aussi fait une course en solitaire. Derrière, Jørgen Graabak a réussi à rattraper puis à lâcher Terence Weber et il prend la troisième place. Stefan Rettenegger termine quatrième devant Julian Schmid, Kristjan Ilves et Terence Weber.
Lors de la troisième et dernière course du week-end, une mass-start est programmée. Lors de la course de ski de fond, il y a tout d'abord une élimination par l'arrière. A l'abord du dernier tour, l'Américain Stephen Schumann (it) attaque et prend quelques secondes d'avance sur les principaux favoris. Dans la dernière montée, Vinzenz Geiger attaque et il reprend l'Américain. L'Allemand est suivi par une dizaine d'athlètes et à l'arrivée les écarts sont faibles. Vinzenz Geiger devance de 0,3 s Jarl Magnus Riiber et Johannes Rydzek. Johannes Lamparter est quelques dixièmes plus loin et il devance Jens Lurås Oftebro. Julian Schmid est sixième et il devance Kristjan Ilves, Stefan Rettenegger et Jørgen Graabak. Les neuf premiers de la course se tiennent en 3,3 s. Lors du concours de saut, Jarl Magnus Riiber l'emporte avec le record du tremplin,. Il saute à 153,5 m ce qui lui permet de remporter la course ainsi que le classement du Ruka Tour. Il devance largement Johannes Lamparter qui a sauté à 134,5 m. Stefan Rettenegger parvient à monter sur la troisième marche du podium grâce à un saut à 138,5 m. Kristjan Ilves et Jørgen Graabak sont respectivement 4e et 5e à quelques dixièmes de points de l'Autrichien. Julian Schmid  et Manuel Faisst suivent et ils devancent Franz-Josef Rehrl qui a remonté plus de vingt places lors du concours de saut.

#### Lillehammer
À Lillehammer, les femmes commencent leurs saisons. Lors du concours de saut, Gyda Westvold Hansen domine le concours de saut grâce à un saut à 97 m. Elle devance de 18 s Mari Leinan Lund qui a sauté à 94 m. Svenja Würth est troisième grâce au plus long saut du concours à 98,5 m. Elle réalise ce saut avec plus d'élan que les autres concurrentes ce qui explique sa troisième place à 31 s de la tête. Haruka Kasai est quatrième et elle devance Lisa Hirner qui est cinquième mais à plus d'une minute. Ida Marie Hagen est sixième devant Minja Korhonen (fi) et Léna Brocard. Lors de la course de fond, Gyda Westvold Hansen fait la course seule en tête et l'emporte. Derrière, Ida Marie Hagen, partie en sixième position, parvient à remonter jusqu'à la deuxième place et elle termine à seize secondes de la vainqueur. Mari Leinan Lund qui a les yeux glacés parvient à conserver la troisième place et les Norvégiennes réalisent donc un triplé,. Haruka Kasai termine quatrième devant Lisa Hirner.
Le lendemain, Gyda Westvold Hansen domine à nouveau le concours de saut. Elle réalise 94,5 m depuis la barre d'élan 9. Elle dispose ainsi de 34 s d'avance sur Mari Leinan Lund qui a réalisé le plus long saut du concours à 97 m mais sans le Télémark (de). Svenja Würth qui a sauté à 94 m est troisième mais à 41 s de la tête. Elle devance Minja Korhonen (fi), Haruka Kasai, Nathalie Armbruster et Jenny Nowak. La meilleure fondeuse, Ida Marie Hagen est arrivée huitième mais à plus d'une minute et trente secondes. Léna Brocard a été disqualifiée car elle est trop légère par rapport à la longueur de ses skis. Lors de la course de ski de fond, Gyda Westvold Hansen fait la course seule en tête et l'emporte. Ida Marie Hagen remonte de la huitième à la deuxième place. Mari Leinan Lund parvient à résister au retour de Haruka Kasai pour la troisième place. Le podium est donc le même que la veille. Minja Korhonen prend la cinquième place devant Nathalie Armbruster. Chez les hommes, Jarl Magnus Riiber domine le concours de saut avec un saut à 102 m. Ryota Yamamoto saute à 99,5 m ce qui lui permet d'être deuxième mais à 56 s du Norvégien. Kristjan Ilves est troisième quelques secondes plus loin et il devance Thomas Rettenegger (de), Martin Fritz, Jens Lurås Oftebro, Stefan Rettenegger, Johannes Lamparter et Jørgen Graabak. Lors de la course de ski de fond, Jarl Magnus Riiber fait la course seul en tête et l'emporte. Derrière, il y a un regroupement avec une dizaine d'athlètes qui se jouent le podium. Dans la dernière montée, Jens Lurås Oftebro et Jørgen Graabak distancent les autres athlètes et ils signent un triplé norvégien,. Les Allemands, Julian Schmid et Johannes Rydzek prennent les quatrième et cinquième place après une importante remontée.
Lors du troisième et dernier jour du week-end, une course masculine est au programme sur le grand tremplin (HS 140). Les conditions météorologiques sont très froides avec près de −15 °C. Comme la veille, Jarl Magnus Riiber domine le concours de saut. Le Norvégien est en tête grâce à un saut à 141 m. Il devance de 55 s l'Autrichien Johannes Lamparter qui a sauté à 135 m. Ryota Yamamoto est troisième à quelques secondes l'Autrichien. Il est suivi de Franz-Josef Rehrl et Stefan Rettenegger. Terence Weber est sixième grâce à un saut à 136,5 m mais à plus d'une minute et trente secondes. Il devance de quelques secondes Martin Fritz, Julian Schmid, Lukas Greiderer, Eero Hirvonen, Jens Lurås Oftebro et Jørgen Graabak. Lors de la course de ski de fond, Jarl Magnus Riiber fait la course en solitaire et l'emporte. Derrière, Johannes Lamparter est rejoint par un groupe composé de Ryota Yamamoto, de Franz-Josef Rehrl et de Stefan Rettenegger. Ce groupe dispose d'une avance d'une vingtaine de secondes sur un groupe de poursuivants notamment composé de Julian Schmid, de Jens Lurås Oftebro et de Jørgen Graabak. Progressivement Ryota Yamamoto puis Franz-Josef Rehrl sont lâchés puis repris par la groupe de poursuivants. Dans le dernier tour, Johannes Lamparter lâche Stefan Rettenegger et il parvient à prendre la deuxième place. Dans la dernière montée, Stefan Rettenegger est repris puis doublé par Jens Lurås Oftebro et par Jørgen Graabak. Jørgen Graabak parvient à prendre la troisième place à la photo-finish devant Jens Lurås Oftebro.

#### Ramsau
Chez les femmes, le concours de saut du Gundersen ne peut être disputé en raison d'un vent trop fort. Ainsi, le saut de réserve disputé la veille est utilisé. Gyda Westvold Hansen est en tête grâce à un saut de 92 m. Elle devance Jenny Nowak et Minja Korhonen (de) qui sont toutes les deux à 26 s. Des fondeuses rapides comme Ida Marie Hagen, Léna Brocard ou Haruka Kasai sont à quelques secondes derrière. Lors de la course de ski de fond, Ida Marie Hagen reprend rapidement Jenny Nowak et Minja Korhonen. Cependant elle échoue à reprendre Gyda Westvold Hansen qui réalise le meilleur temps de ski ce qui lui permet de remporter sa vingtième victoire de coupe du monde. Jenny Nowak et Minja Korhonen font la majorité de la course ensemble et en fin de course la jeune Finlandaise lâche l'Allemande et elle parvient à signer son premier podium en coupe du monde. Nathalie Armbruster et Lisa Hirner termine quatrième et cinquième après avoir remonté plusieurs places lors de la course de ski de fond. Chez les hommes, une mass start est au programme du premier jour,. Avec la difficulté du parcours, le peloton se divise progressivement en plusieurs groupes. Notamment en raison de l'étroitesse de la piste, aucun athlète de parvient à faire de différences et un groupe de huit athlètes sprinte pour la victoire,. Jens Lurås Oftebro termine premier de la course de ski de fond et il devance de quelques dixièmes Jørgen Graabak, Vinzenz Geiger, Johannes Lamparter, Manuel Faisst ou encore Johannes Rydzek. Jarl Magnus Riiber termine neuvième à huit secondes du leader. Le concours de saut est disputé dans des conditions difficiles avec un vent changeant et irrégulier. Le concours est marqué par deux chutes importantes lors de la réception : celle de Yoshito Watabe et celle du leader après le course de ski de fond, Jens Lurås Oftebro. Yoshito Watabe a des douleurs au genou et Jens Lurås Oftebro une légère commotion cérébrale. Alors que le départ s'effectuait initialement depuis la barre d'élan 22, le jury a progressivement raccourci l'élan jusqu'à la barre 17. Grâce au plus long saut du concours à 97 m, Thomas Rettenegger (de) prend la tête et effectue une remontée. Un peu plus tard, il est rejoint en tête par Ilkka Herola. Ensuite, Manuel Faißt prend la tête de la compétition. Il est devance par Jarl Magnus Riiber qui est lui-même battu par Johannes Lamparter. Les athlètes s'élançant ensuite n'arrivent pas à modifier le podium et c'est donc Johannes Lamparter qui s'impose devant Jarl Magnus Riiber et Manuel Faisst.
Le lendemain, des épreuves « compact » sont disputées. Chez les femmes, c'est la première fois que ce format est couru. Gyda Westvold Hansen domine le concours de saut avec un saut à 94,5 m mais avec moins d'élan que les autres concurrentes. Elle devance Svenja Würth et Ida Marie Hagen qui est une fondeuse rapide. La Japonaise, Haruka Kasai, est quatrième grâce au plus long saut du concours à 97 m. Léna Brocard est cinquième et elle devance Minja Korhonen (fi). Lors de la course de ski de fond, Ida Marie Hagen rattrape Gyda Westvold Hansen après 2 km de course. Les deux athlètes skient ensemble quelques hectomètres et ensuite Ida Marie Hagen attaque et elle lâche Gyda Westvold Hansen. Ainsi, elle remporte sa première victoire en coupe du monde. Elle met fin à une série de quatorze victoires individuelles consécutives en coupe du monde de Gyda Westvold Hansen . Cette dernière prend la deuxième place à trois secondes de Ida Marie Hagen. Pour la troisième place, la lutte est serrée. Finalement, c'est Lisa Hirner, partie en douzième position, qui remonte jusqu'à la troisième place. Elle devance Haruka Kasai, Minja Korhonen et Nathalie Armbruster. Chez les hommes, Thomas Rettenegger (de) domine le concours de saut grâce à un saut à 100,5 m. Il est suivi par Jarl Magnus Riiber qui a sauté à 101 m. Stefan Rettenegger réalise le plus long saut du concours à 102 m et il prend la troisième place en raison d'une réception compliquée. Johannes Lamparter est quatrième et il devance un autre Autrichien Franz-Josef Rehrl. Il y a donc quatre Autrichiens dans les cinq premiers du concours de saut. Lors de la course de ski de fond, on assiste à un regroupement en tête avec Johannes Lamparter qui rejoint Jarl Magnus Riiber et les deux frères Rettenegger. Rapidement Thomas Rettenegger est lâché et il ne reste qu'un trio en tête. Le trio se joue la victoire dans le dernier tour et c'est Johannes Lamparter qui est le plus fort dans la dernière montée et il l'emporte. Il devance Jarl Magnus Riiber et Stefan Rettenegger. Derrière, un groupe de poursuivants se forme mais ils ne parviennent pas à reprendre le trio de tête. Johannes Rydzek prend la quatrième place devant Jørgen Graabak et Thomas Rettenegger.
Quelques jours après les courses de Ramsau, Gyda Westvold Hansen reçoit le prix de l'« Athlète féminine des disciplines nordiques de 2022 »,.

#### Oberstdorf
À Oberstdorf, les compétitions de la Coupe du monde reprennent après la coupure pour les fêtes. Yoshito Watabe qui avait chuté à Ramsau est toujours blessé et sa saison est terminée. Au contraire, Jens Lurås Oftebro qui avait été victime d'une commotion cérébrale à Ramsau est de retour à la compétition. Mario Seidl qui a remporté deux courses en coupe continentale fait son retour en coupe du monde.
Les compétitions ont lieu sur le tremplin normal. Lors du premier jour, des « Gundersen » sont au programme. Chez les femmes, Mari Leinan Lund domine le concours de saut grâce au plus long saut du concours à 102,5 m. Elle devance Gyda Westvold Hansen de 22 s qui a sauté à 101,5 m. Ida Marie Hagen qui a sauté à 100 m est troisième à près d'une minute de la leader. Haruka Kasai est quatrième et elle devance Lisa Hirner. Cette dernière ne dispute pas la course de ski de fond en raison de maux d'estomac. Lors de la course de ski de fond, Mari Leinan Lund fait la course seule en tête et l'emporte. Il s'agit de sa première victoire en coupe du monde. Derrière, Gyda Westvold Hansen n'a jamais été en mesure de reprendre sa compatriote. À la fin du premier tour, elle est même rattrapé puis lâché par Ida Marie Hagen. Cette dernière reprend du temps sur Mari Leinan Lund mais elle termine à quelques secondes. Gyda Westvold Hansen parvient à conserver la troisième place et ainsi trois Norvégiennes finissent donc aux trois premières places. Haruka Kasai décroche la quatrième place. Nathalie Armbruster remonte de la 14e à la 5e place. Chez les hommes, Thomas Rettenegger (de) réalise le plus long du concours à 105,5 m ce qui lui permet de mener à l'issue du concours de saut. Il devance de 4 s Jarl Magnus Riiber qui a sauté à 105 m. Trois Autrichiens, Franz-Josef Rehrl, Johannes Lamparter et Stefan Rettenegger sont à une trentaine de secondes du leader. Lors de la course de ski de fond, Thomas Rettenegger est vite repris par Jarl Magnus Riiber. Il ne peut suivre le Norvégien très longtemps et il est lâché. A mi-course, Jarl Magnus Riiber dispose d'une vingtaine de secondes sur un quatuor composé de Franz-Josef Rehrl, Johannes Lamparter, Stefan et Thomas Rettenegger. Dans le dernier tour, Thomas Rettenegger et Franz-Josef Rehrl sont lâchés du groupe de poursuivants et Johannes Lamparter et Stefan Rettenegger reviennent sur Jarl Magnus Riiber. Les trois athlètes se jouent la victoire au sprint et c'est Jarl Magnus Riiber qui prend le meilleur sur Johannes Lamparter et Stefan Rettenegger. Thomas Rettenegger termine quatrième devant Franz-Josef Rehrl et Vinzenz Geiger.
Le lendemain, des courses « Compact » sont au programme. Chez les femmes, c'est à nouveau Mari Leinan Lund qui domine le concours de saut grâce à un saut à 97,5 m. Elle devance Gyda Westvold Hansen qui a sauté à 99 m mais qui a eu de moins bonnes notes de style. Ida Marie Hagen est troisième et elle devance Svenja Würth et Haruka Kasai. Lisa Hirner est sixième mais comme la veille elle ne participe pas à la course de ski de fond en raison de problèmes de santé. Lors de la course de ski de fond, Ida Marie Hagen rattrape rapidement Gyda Westvold Hansen et Mari Leinan Lund. Les trois Norvégiennes skient quelques hectomètres ensemble et ensuite Ida Marie Hagen attaque et elle l'emporte en solitaire. Gyda Westvold Hansen lâche ensuite Mari Leinan Lund et elle termine deuxième devant sa compatriote. Derrière, un regroupement a lieu et de nombreuses athlètes se jouent la quatrième place. Finalement, c'est Marte Leinan Lund, partie en 17e position, qui prend la quatrième place devant Nathalie Armbruster. Chez les hommes, Jarl Magnus Riiber réalise le record du tremplin à 112,5 m ce qui lui permet de dominer le concours. Il devance cinq Autrichiens : Johannes Lamparter qui a sauté à 107 m, Thomas Rettenegger (de), Stefan Rettenegger, Franz-Josef Rehrl et Martin Fritz,. Kristjan Ilves est sixième et il devance Kasper Moen Flatla (en). Johannes Lamparter, malade, ne prend pas le départ de la course de ski de fond. Lors de la course de ski de fond, Stefan Rettenegger met quatre kilomètres à rattraper Jarl Magnus Riiber. Ensuite, les deux hommes font le reste de la course en semble et la victoire se joue au sprint. Jarl Magnus Riiber prend le meilleur sur l'Autrichien qui signe son meilleur résultat en coupe du monde. Derrière, un groupe de neuf athlètes se forme. Parmi, ces neuf athlètes, cinq se détachent. Il s'agit de Manuel Faisst, Jens Lurås Oftebro, Kristjan Ilves, Terence Weber et Johannes Rydzek. Pour la troisième place, Manuel Faisst prend le meilleur sur Jens Lurås Oftebro. Johannes Rydzek prend la cinquième place devant Kristjan Ilves et Terence Weber.

#### Schonach
Lors des courses de Schonach, Fabian Riessle dispute ses dernières courses en coupe du monde. Il avait commencé sa carrière à Schonach quinze ans plus tôt. Au cours de sa carrière, il a remporté cinq médailles olympiques et de six médailles en Coupe du monde. Les femmes disputent pour la première fois une course de 8 km lors de la deuxième course. Johannes Lamparter est absent sur ce week-end de compétition.
Chez les femmes, Mari Leinan Lund domine le concours de saut grâce au plus long saut du concours à 96 m. Elle devance Gyda Westvold Hansen qui est à 28 s grâce à un saut à 93,5 m. Nathalie Armbruster est troisième à deux secondes de Gyda Westvold Hansen. Haruka Kasai, Maria Gerboth et Ida Marie Hagen suivent également à quelques secondes. Lors de la course de ski de fond, Mari Leinan Lund fait une course en solitaire et elle l'emporte. Derrière, un groupe de poursuivants se forment avec Gyda Westvold Hansen, Nathalie Armbruster, Haruka Kasai et Ida Marie Hagen. Dans le dernier tour, Ida Marie Hagen lâche les autres poursuivantes et il prend la deuxième place devant Nathalie Armbruster. Ainsi, Ida Marie Hagen prend pour la première fois la tête du classement général de la compétition et Nathalie Armbruster signe son premier podium cette saison. Haruka Kasai termine quatrième devant Gyda Westvold Hansen. Chez les hommes, Jarl Magnus Riiber réalise le plus long du concours à 108 m ce qui lui permet d'être en tête à l'issue du concours de saut. Il devance Thomas Rettenegger (de) de neuf secondes et Stefan Rettenegger de 46 s. Lors de la course de ski de fond, Jarl Magnus Riiber creuse l'écart sur ses poursuivants et il l'emporte. Derrière, Thomas Rettenegger perd régulièrement du temps sur le Norvégien et il est repris après 7 km par son frère puis il se fait lâcher. Stefan Rettenegger parvient à résister au retour d'un groupe de poursuivants et il prend la deuxième place. La troisième place se joue au sprint parmi les athlètes poursuivants. Jørgen Graabak prend la troisième place devant Eero Hirvonen, Kristjan Ilves, Lukas Greiderer et Thomas Rettenegger. Jarl Magnus Riiber et Mari Leinan Lund remportent la Coupe de la Forêt-Noire.
Le lendemain, Mari Leinan Lund domine à nouveau le concours de saut. La Norvégienne est en tête grâce à un saut à 100,5 m. Elle devance Gyda Westvold Hansen qui est à 38 s grâce à un saut à 95,5 m et Nathalie Armbruster qui est à 40 s. Derrière, les écarts sont faibles et il y a douze athlètes à moins d'une minute de la leader. Lors de la course de ski de fond de 8 km, Ida Marie Hagen, partie à 42 s, revient rapidement sur Gyda Westvold Hansen puis elle lâche sa compatriote et elle revient à la mi-course sur Mari Leinan Lund. Finalement, elle l'emporte avec plus de trente secondes d'avance sur Mari Leinan Lund et plus d'une minute sur Gyda Westvold Hansen. Léna Brocard skie la majorité de la course avec Nathalie Armbruster et il domine l'Allemande au sprint. Avec cette quatrième place, la Française signe son meilleur résultat en coupe du monde. Chez les hommes, Jarl Magnus Riiber domine le concours de saut. Le Norvégien réalise 103,5 m dans des conditions de vents défavorables ce qui lui permet de disposer de 32 s sur son compatriote Jørgen Graabak qui a sauté à 103 m. Les frères Rettenegger qui ont tous les deux sauté à 101 m sont à 40 s du leader. Lors de la course de ski de fond, il y a peu de changements en tête de course. Jarl Magnus Riiber fait une course en solitaire devant Jørgen Graabak. Pour la troisième place, Thomas Rettenegger est rapidement lâché par son frère et ce dernier parvient à prendre la troisième place. Derrière, la course pour les places d'honneur est plus sérrée. Vinzenz Geiger réalise le meilleur temps de ski ce qui lui permet de remonter jusqu'à la quatrième place. Il devance Kristjan Ilves, Manuel Faisst et Jens Lurås Oftebro. Fabian Riessle termine sa carrière avec une 47e place.
Ida Marie Hagen et Jarl Magnus Riiber remportent le « German Trophy » et la dotation financière associée,.

#### Seefeld
Dans une saison sans Jeux olympiques ni championnats du monde, le Triple de Seefeld est le point culminant de la saison. Les femmes disputent deux courses dont la dernière « Compact » de la saison. Johannes Lamparter, vainqueur l'année dernière, fait son retour à la compétition après sa maladie.
Chez les femmes, Mari Leinan Lund est en tête grâce au plus long long saut du concours à 103 m. Elle devance de 26 s la leader de la coupe du monde, Ida Marie Hagen, qui a sauté à 100,5 m. Svenja Würth est troisième et elle devance sa compatriote Nathalie Armbruster. Deux Autrichiennes, Lisa Hirner et Annalena Slamik suivent. Gyda Westvold Hansen qui dominait les saisons passées n'est que septième à près de deux minutes de la leader. Lors de la course de ski de fond, Ida Marie Hagen revient sur Mari Leinan Lund et la Norvégienne remporte sa quatrième victoire en coupe du monde. Mari Leinan Lund parvient à conserver la deuxième place malgré une chute. Svenja Würth est également victime d'une chute et elle abandonne. Ainsi, Nathalie Armbruster parvient à prendre la troisième place. Derrière, Gyda Westvold Hansen et Lisa Hirner font la course ensemble et elles remontent quelques places. Au sprint, Gyda Westvold Hansen prend la quatrième place devant Lisa Hirner. Chez les hommes, Jarl Magnus Riiber domine le concours de saut. Il réalise en effet 110,5 m à partir de la neuvième barre d'élan. Il devance Ryota Yamamoto qui a réalisé le plus long saut du concours à 112 m mais avec plus d'élan,. Jørgen Graabak est troisième grâce à un saut à 109 m mais déjà à 40 s,. Franz-Josef Rehrl est quatrième et il devance ses compatriotes Thomas Rettenegger (de) et Johannes Lamparter. Lors de la course de ski de fond, Jarl Magnus Riiber fait la course seul en tête et il l'emporte. Derrière, Jørgen Graabak fait également une course en solitaire et il prend la deuxième place. Pour la troisième place, Johannes Lamparter remonte rapidement sur les concurrents qui le précédent mais il n'arrive pas à combler la dizaine de secondes qui le sépare de Jørgen Graabak. Johannes Rydzek remonte jusqu'à la quatrième place et il devance Jens Lurås Oftebro et Eero Hirvonen qui ont réalisé les deux meilleurs temps de skis.
Le lendemain, les femmes disputent une épreuve « compact ». Le concours de saut est dominé par Gyda Westvold Hansen qui a réalisé un saut à 105 m. Elle devance Ida Marie Hagen et Jenny Nowak. Mari Leinan Lund était troisième après son saut à 108,5 m mais elle est disqualifiée en raison d'une combinaison non conforme. Léna Brocard est quatrième et elle devance Haruka Kasai et Annalena Slamik. Lors de la course de ski de fond, Ida Marie Hagen rattrape rapidement Gyda Westvold Hansen. Les deux athlètes skient ensemble quelques hectomètres mais Gyda Westvold Hansen ne peut suivre le rythme d'Ida Marie Hagen. Cette dernière remporte la course et le petit globe de la spécialité. Gyda Westvold Hansen parvient à conserver la deuxième place. Derrière, Marte Leinan Lund et Nathalie Armbruster remontent de nombreuses concurrentes et elles rejoignent Léna Brocard et Jenny Nowak pour la lutte pour la troisième place. Léna Brocard et Marte Leinan Lund s'accrochent dans le dernier tour et Nathalie Armbruster en profite pour creuser un écart et pour prendre la troisième place. Chez les hommes, comme la veille, c'est Jarl Magnus Riiber qui domine le concours de saut grâce à un saut à 109 m. Johannes Lamparter est deuxième grâce à un saut à 111 m réalisé avec de meilleures conditions de vents que le Norvégien. Il devance son compatriote Thomas Rettenegger (de), l'Allemand David Mach et le Finlandais Eero Hirvonen. Lors de la course de ski de fond, Jarl Magnus Riiber fait la course seul en tête et il l'emporte. Derrière un duo de poursuivants composé de Johannes Lamparter et d'Eero Hirvonen se forme. Ce duo est repris par un autre groupe de poursuivants dans le dernier tour et sept athlètes se jouent le podium. En fin de course, Jørgen Graabak et Jens Lurås Oftebro lâchent les autres concurrents et les Norvégiens réalisent ainsi un triplé. Eero Hirvonen prend la quatrième place devant Johannes Lamparter et Stefan Rettenegger.
Le troisième jour, le concours de saut est annulé. Ainsi, c'est le résultat du saut de réserve qui est utilisé mais pondéré par les résultats de la course de la veille. Lors de ce saut, c'est Jarl Magnus Riiber qui avait sauté à 112,5 m et il devance de 18 s Johannes Lamparter. Stefan Rettenegger est troisième mais à 40 s et il devance son frère Thomas Rettenegger (de), Kristjan Ilves ou encore Manuel Faißt. Martin Fritz, Wendelin Thannheimer ainsi que Johannes Rydzek et Jørgen Graabak sont à environ une minute du leader et Jens Lurås Oftebro est à environ une minute et 30 s. Lors de la course de ski de fond, Jarl Magnus Riiber fait une course en solitaire et il l'emporte. Derrière, Johannes Lamparter est repris par Stefan Rettenegger et les deux Autrichiens skient quelques kilomètres ensemble. Dans une descente, Johannes Lamparter chute et il perd quelques secondes. Il est rejoint par Jørgen Graabak et les deux finissent par revenir sur Stefan Rettenegger. En fin de course, Johannes Lamparter ne peut suivre le rythme des deux autres athlètes et quelques hectomètres plus loin c'est Stefan Rettenegger qui ne peut suivre Jørgen Graabak. Le Norvégien prend la deuxième place devant Stefan Rettenegger et Johannes Lamparter. Un peu plus loin, Jens Lurås Oftebro prend la cinquième place devant Vinzenz Geiger.
Jarl Magnus Riiber signe sa troisième victoire aux Trois Jours du combiné nordique. Les conditions météorologiques de la compétition étaient très douces et cela a conduit à de nombreuses chutes,. Jarl Magnus Riiber considère que la neige était de la « soupe ».

#### Otepää
À Otepää, trois courses masculines et féminines sont au programme. Les dernières mass start sont au programme ainsi que deux Gundersen. Deux des trois compétitions ont lieu en nocturne sous des projecteurs. Svenja Würth revient à la compétition malgré une blessure à la main. Les athlètes féminines Norvégiennes sont touchés par un virus entre les courses de Seefeld et Otepää.
Des mass start sont au programme du premier jour de compétition. Chez les hommes, la course de ski de fond est serrée. Une sélection par l'arrière a lieu notamment sous l'impulsion de Vinzenz Geiger. Dans la dernier tour, il reste neuf athlètes dans le groupe de tête. Finalement c'est Jarl Magnus Riiber qui domine le course de ski de fond devant Vinzenz Geiger, Johannes Rydzek, Jørgen Graabak, Manuel Faisst, Eero Hirvonen et Aleksander Skoglund (no). Il y a neuf athlètes à moins d'une seconde du leader et qui sont par conséquent très proche en nombre de points avant le concours de saut. Lors du concours de saut, Jarl Magnus Riiber réalise le plus long saut du concours avec un saut à 99 m et il remporte la course. Il s'agit de sa huitième victoire consécutive ce qui constitue un nouveau record. Il devance l'Estonien Kristjan Ilves qui a réalisé un saut de 96 m et Johannes Lamparter qui a réalisé un saut de 98 m. Thomas Rettenegger (de) remonte jusqu'à la quatrième place et il devance Jørgen Graabak et Johannes Rydzek. Chez les femmes, la meilleure fondeuse, Ida Marie Hagen lâche rapidement les autres concurrentes et elle l'emporte en solitaire. Elle réalise les 5 km en 12 min 24 s 7 et elle devance d'une dizaine de secondes Gyda Westvold Hansen et Nathalie Armbruster. Derrière, les écarts sont plus importants et la Finlandaise Lumia Nurmela prend la quatrième place pour sa première course en coupe du monde. Jenny Nowak est cinquième et elle devance Haruka Kasai, Daniela Dejori et Anju Nakamura. Lors du concours de saut, Mari Leinan Lund, treizième après la course de ski de fond, réalise un saut à 92 m ce qui lui permet de remonter jusqu'à la troisième place. Pour la victoire, Gyda Westvold Hansen réalise un saut de 92,5 m et Ida Marie Hagen un saut de 92 m. Finalement, c'est Gyda Westvold Hansen l'emporte car elle a réalisé son saut avec moins d'élan ce qui lui a permis de marquer plus de points qu'Ida Marie Hagen et de remporter la compétition. Nathalie Armbruster prend la quatrième place devant Haruka Kasai qui a réalisé le plus long saut du concours.
Le lendemain, chez les femmes, c'est la Japonaise Haruka Kasai qui domine le concours de saut grâce à un saut de 96 m. Elle devance Svenja Würth de 18 s et de 30 s Léna Brocard,. Ida Marie Hagen est quatrième et elle devance Mari Leinan Lund qui a réalisé le plus long saut du concours à 97,5 m. Elle n'est que cinquième car elle a posé les mains au sol lors de la réception de son saut. Lors de la course de ski de fond, Ida Marie Hagen remonte rapidement sur les concurrentes qui la précèdent et elle l'emporte en solitaire. Haruka Kasai ne parvient pas à suivre le rythme d'Ida Marie Hagen mais elle parvient à conserver la deuxième place. Derrière, un groupe de poursuivants se forme avec six athlètes : les Allemandes Jenny Nowak et Svenja Würth, l'Autrichienne Lisa Hirner, la Française Léna Brocard et les Norvégiennes Gyda Westvold Hansen et Mari Leinan Lund. En fin de course, Gyda Westvold Hansen attaque et elle prend la troisième place devant Jenny Nowak et Mari Leinan Lund. Chez les hommes, c'est l'Estonien Kristjan Ilves qui en tête à domicile grâce à un saut de 97 m et de bonnes notes de style,. Il devance Johannes Lamparter qui a réalisé un saut de 99 m et Jarl Magnus Riiber qui a sauté à 98 m. Thomas Rettenegger (de) est quatrième et il devance son frère Stefan qui est cinquième grâce au plus long saut du concours à 102,5 m. Les écarts entre ces cinq athlètes sont très faibles et Stefan Rettenegger qui est cinquième n'est qu'à douze secondes du leader. Derrière, Franz-Josef Rehrl, Martin Fritz et plusieurs Allemands sont plus loin. Lors de la course de ski de fond, les athlètes de tête font la majorité de la course ensemble et ils maintiennent le premier poursuivant, Johannes Rydzek, a une vingtaine de secondes. Dans le dernier tour, Thomas Rettenegger est lâché du groupe de tête et les quatre athlètes restants se jouent la victoire au sprint. Jarl Magnus Riiber l'emporte devant Kristjan Ilves et Johannes Lamparter,. Il s'agit de la 70e victoire de Jarl Magnus Riiber en coupe du monde et la neuvième consécutive.
Le troisième jour, des Gundersen sont au programme. Chez les femmes, Mari Leinan Lund domine le concours de saut grâce à un saut à 91 m. Elle devance de 17 s sa compatriote Gyda Westvold Hansen. Cette dernière a également réalisé un saut de 91 m mais a obtenue de moins bonne notes de style d'où sa deuxième place. Ida Marie Hagen réalise le plus long saut du concours à 93 m mais elle est à 46 s de sa compatriote. Haruka Kasai est quatrième et elle devance trois Allemandes : Jenny Nowak, Svenja Würth et Maria Gerboth. Lors de la course de ski de fond, Mari Leinan Lund fait l'immense majorité de la course seule en tête et elle reprise par Ida Marie Hagen dans la dernière ligne droite. Cette dernière remporte sa septième victoire de la saison. Elle devance donc Mari Leinan Lund et Gyda Westvold Hansen. Haruka Kasai prend la quatrième devant Jenny Nowak et Yuna Kasai. Chez les hommes, Jarl Magnus Riiber réalise le record du tremplin à 103 m et il est en tête après le concours de saut. Il devance de 22 s l'Autrichien Stefan Rettenegger et de 24 s le local Kristjan Ilves, de 25 s David Mach et de 26 s Thomas Rettenegger (de). Derrière, les écarts sont un peu plus importants et il y a neuf athlètes à moins d'une minute du leader. Lors de la course de ski de fond, Jarl Magnus Riiber fait la course seul en tête et il l'emporte. Derrière, un groupe de poursuivants composé des deux frères Rettenegger, de David Mach et de Kristjan Ilves se forme. Stefan Rettenegger mène ce groupe la majorité de la course et il lâche progressivement les autres athlètes. Thomas Rettenegger est le premier lâché puis David Mach et Kristjan Ilves ne peuvent suivre. Ainsi, Stefan Rettenegger prend la deuxième place. Pour la troisième place, David Mach attaque et lâche Kristjan Ilves. Il s'agit du premier podium de l'Allemand en coupe du monde.
Jarl Magnus Riiber signe sa 71e victoire en coupe du monde. Il s'agit de sa dixième victoire consécutive et cela lui permet de remporter pour la quatrième fois le classement général de la coupe du monde,.

#### Lahti
Jarl Magnus Riiber fait l'impasse sur les courses de Lahti. Il préfère rester en Norvège afin de prendre soin de son épaule. Le Norvégien s'est bléssé plusieurs fois à l'épaule au cours de sa carrière et il envisage de se faire opérer.
Le seul sprint par équipes masculin de la saison est au programme de la première course. Lors du concours de saut, la première équipe allemande composée de Julian Schmid et de Terence Weber est en tête. Le duo allemand est en tête grâce à des sauts à 127,5 m pour Julian Schmid et à 128 m pour Terence Weber. Il devance de 17 s la deuxième équipe d'Autriche composée de Lukas Greiderer et de Mario Seidl. La deuxième équipe allemande composée de Vinzenz Geiger et Manuel Faisst est à 18 s de la tête. La première équipe d'Autriche composée de Johannes Lamparter et Stefan Rettenegger est en quatrième position à 27 s. Johannes Lamparter réalise le plus long saut du concours à 135,5 m mais Stefan Rettenegger n'a quant à lui sauté qu'à 111 m avec les plus mauvaises conditions de vents du concours. Derrière, le Japon, l'Italie et la première équipe de Norvège suivent et il y a neuf équipes à moins d'une minute de la tête. Lors de la course de ski de fond, les quatre équipes de tête (les deux équipes allemandes et les deux équipes autrichiennes) se regroupent rapidement. Derrière, la Norvège emmenée par Jens Lurås Oftebro et Jørgen Graabak remonte et elle revient sur les quatre équipes de tête lors du deuxième tour. Vers la mi-course, la première équipe allemande commence à être lâché progressivement. Dans la seconde moitié de la course, la première équipe norvégienne et la première équipe autrichienne s'isole et les deux équipes se jouent la victoire. Au sprint, Jørgen Graabak domine Johannes Lamparter et l'équipe norvégienne l'emporte. La deuxième équipe allemande prend la troisième place. Pour la quatrième place, c'est la seconde équipe norvégienne qui a réussi à remonter et doubler la deuxième équipe autrichienne. Les États-Unis prennent la sixième place devant la Finlande et la France. La première équipe allemande qui était en tête après le saut termine finalement à la neuvième place.
Le lendemain, un Gundersen est au programme. Stefan Rettenegger domine le concours de saut grâce à un saut à 132 m. Il devance de 5 s son compatriote Johannes Lamparter qui a réalisé le plus long du jour à 136,5 m mais dans de meilleures conditions de vents. L'Estonien, Kristjan Ilves, est troisième mais à 31 s. Il devance de 6 s l'Allemand Terence Weber. Thomas Rettenegger (de) est cinquième et il devance Martin Fritz, Eero Hirvonen, Franz-Josef Rehrl ou encore Jørgen Graabak. Lors de la réception de son saut, Mario Seidl s'est gravement blessé à la rotule droite et il va devoir se faire opérer. Lors de la course de ski de fond, Stefan Rettenegger et Johannes Lamparter font toute la course ensemble et ils se jouent la victoire au sprint. Johannes Lamparter l'emporte à la photo-finish devant Stefan Rettenegger. Derrière, Terence Weber et Kristjan Ilves font la majorité de la course ensemble. L'Estonien et l'Allemand ont essayé de revenir sur le duo autrichien dans le premier tour mais ils n'y arrivent pas. Ensuite, ils gèrent leurs avances sur les poursuivants et notamment Eero Hirvonen. Voyant des poursuivants revenir, Kristjan Ilves lâche l'Allemand dans le dernier tour et il parvient à prendre la troisième place. Vinzenz Geiger prend la quatrième place devant Jørgen Graabak et Eero Hirvonen.

#### Oslo
Le jeudi 7 mars 2024, les femmes disputent le concours de saut de leur Gundersen sur le Midtstubakken. En raison de contrainte technique, la course de ski de fond n'a lieu que deux jours plus tard. Lors du concours de saut, Mari Leinan Lund domine le concours grâce au plus long saut du jour à 99,5 m. Elle devance de 21 s sa compatriote Gyda Westvold Hansen qui a sauté à 97 m. La leader du classement général, Ida Marie Hagen est troisième mais à une minute et 20 s,. Derrière, les écarts sont plus serrés avec Haruka Kasai qui est quatrième et elle devance Jenny Nowak et Svenja Würth. Lors de la course de ski de fond, Ida Marie Hagen parvient à reprendre dans le dernier tour Gyda Westvold Hansen puis Mari Leinan Lund. Ainsi, Ida Marie Hagen remporte la course, la Coupe du Roi et le classement général de la compétition. Elle devance Mari Leinan Lund et Gyda Westvold Hansen. Derrière, Lisa Hirner remporte le sprint pour la quatrième place face à Nathalie Armbruster. Jenny Nowak prend la sixième place et elle devance Haruka Kasai et Minja Korhonen. Ema Volavsek (de) qui est de retour de blessure termine 11e pour sa première course de la saison. Chez les hommes, Jarl Magnus Riiber, de retour à la compétition après son impasse à Lahti domine largement le concours de saut grâce à un saut à 135 m. Il devance d'une minute et 18 s Johannes Lamparter qui a sauté à 126 m. Franz-Josef Rehrl est troisième à quelques secondes de Johannes Lamparter et il devance Terence Weber, Thomas Rettenegger (de), David Mach et Stefan Rettenegger. Lors de la course de ski de fond, Jarl Magnus Riiber creuse l'écart et il l'emporte largement. Derrière, Johannes Lamparter fait la majorité de la course en deuxième position avec quelques secondes d'avance sur un groupe de poursuivants composé des deux frères Rettenegger, de Terence Weber, de David Mach et de Franz-Josef Rehrl. Dans le troisième tour, Stefan Rettenegger parvient à distancer les autres membres du groupe et il rejoint Johannes Lamparter. Les deux athlètes se jouent la deuxième place au sprint et c'est Johannes Lamparter qui prend le meilleur sur Stefan Rettenegger. Jørgen Graabak prend la quatrième place devant Franz-Josef Rehrl et Thomas Rettenegger.
Le lendemain, il n'y a qu'une course masculine au programme,. Lors du concours de saut, Jarl Magnus Riiber domine comme la veille. Il réalise 134,5 m avec deux barres d'élan de moins. Ainsi, il devance de 30 s Johannes Lamparter qui a sauté 131,5 m. Derrière, les écarts sont très importants avec Franz-Josef Rehrl qui est troisième mais à plus d'une minute et 20 s. Kristjan Ilves est quatrième à une vingtaine de secondes de Franz-Josef Rehrl et il est suivi par Thomas Rettenegger (de) et de Iacopo Bortolas (it). Lors de la course de ski de fond, Jarl Magnus Riiber creuse l'écart et l'emporte en solitaire avec plus d'une minute d'avance. Il devance Johannes Lamparter qui a également fait une course solitaire. Pour la troisième place, Kristjan Ilves est revenu dans la troisième tour sur Franz-Josef Rehrl et l'Estonien a battu l'Autrichien dans le sprint pour la troisième place. Eero Hirvonen prend la cinquième place grâce au meilleur temps de ski.

#### Trondheim
À Trondheim, la première course par équipe mixte de la coupe du monde est au programme. Il s'agit de la première compétition de combiné nordique depuis la réfection du tremplin. Tronheim accueillera en 2025 les championnats du monde de la discipline. Mari Leinan Lund se blesse lors du saut de réserve et elle est absente pour ce week-end de compétition. Chez les hommes, Jarl Magnus Riiber est absent en raison de douleur à un genou.
Lors de l'épreuve par équipe mixte, l'équipe d'Autriche domine le concours de saut. Le concours de saut est disputé dans des conditions difficiles et il est interrompu à plusieurs reprises. L'équipe d'Autriche est notamment portée par les performances de Johannes Lamparter et de Lisa Hirner qui ont réussi les sauts les plus longs pour les hommes et les femmes. L'Autriche devance de 13 s le Japon qui a été en tête pendant une grande partie du concours de saut,. La Norvège prend la troisième place à 16 s de l'Autriche. L'Allemagne est quatrième à 43 s notamment en raison de sauts moyens de la part de Manuel Faisst et de Nathalie Armbruster. Derrière, les écarts sont importants. Lors de la course de ski de fond, Jens Lurås Oftebro ramène l'équipe norvégienne à quelques secondes de l'Autriche alors que Manuel Faisst reprend Ryota Yamamoto pour la troisième place. Lors du troisième relais, Ida Marie Hagen reprend puis lâche Annalena Slamik. Au début du dernier relayeur, l'Autriche est à une cinquantaine de secondes de la Norvège mais elle dispose de quelques secondes d'avance sur le Japon et l'Allemagne. Jørgen Graabak est le dernier relayeur norvégien, il gère l'avance et la Norvège l'emporte. Derrière, Johannes Lamparter lâche Akito Watabe et Johannes Rydzek et l'Autriche prend la deuxième place. En fin de course, Johannes Rydzek lâche Akito Watabe et l'Allemagne prend la troisième place devant le Japon.
Le lendemain, les dernières courses individuelles de la saison sont au programme. Chez les femmes, Gyda Westvold Hansen, meilleure sauteuse de la saison, domine le concours de saut grâce à un saut à 101 m. Elle devance de 9 s qui a également sauté à 101 m mais avec plus d'élan. Haruka Kasai est troisième à 30 s grâce à un saut à 99 m. Ida Marie Hagen est quatrième à 32 s malgré le plus long saut du concours à 102 m. Derrière, trois athlètes sont à égalité à la cinquième place. Il s'agit de Nathalie Armbruster, Jenny Nowak et Ema Volavsek (de) qui sont toutes les trois à plus d'une minute et 20 s. Lors de la course de ski de fond, Ida Marie Hagen remonte rapidement sur le duo composé de Lisa Hirner et de Gyda Westvold Hansen. Ensuite, Ida Marie Hagen lâche rapidement les deux autres concurrentes et elle s'impose en solitaire. Il s'agit de sa dixième victoire de la saison. Derrière, Lisa Hirner attaque puis lâche Gyda Westvold Hansen et l'Autrichienne prend la deuxième place devant la Norvégienne. Haruka Kasai prend la quatrième place devant Nathalie Armbruster. Chez les hommes, Stefan Rettenegger domine le concours de saut grâce au plus long saut du jour à 142 m. Il devance de 5 s son compatriote Johannes Lamparter qui a sauté un mètre moins loin que Stefan Rettenegger. Franz-Josef Rehrl est troisième à 36 s et il devance d'une seconde l'Estonien Kristjan Ilves. Ryōta Yamamoto est cinquième et il devance Thomas Rettenegger (de), David Mach et Johannes Rydzek. Lors de la course de ski de fond, Johannes Lamparter parvient à revenir sur Stefan Rettenegger et les deux athlètes font la course en tête. En fin de course, Johannes Lamparter attaque et il parvient à s'imposer devant Stefan Rettenegger. La lutte pour la troisième place est plus serrée. Un groupe de poursuivants emmené par Johannes Rydzek revient sur Franz-Josef Rehrl et Kristjan Ilves vers la fin du premier tour,. Dans le dernier tour, un second groupe de poursuivants rejoint ce groupe et cinq athlètes se détachent dans la dernière montée pour se jouer la troisième marche du podium,. Il s'agit de Ryota Yamamoto, Ilkka Herola, Jens Lurås Oftebro, Johannes Rydzek et Kristjan Ilves. Dans la dernière ligne, Kristjan Ilves domine Johannes Rydzek et il prend la troisième place devant l'Allemand. Jens Lurås Oftebro est cinquième devant Ilkka Herola. Jørgen Graabak, malade, a abandonné à la mi-course.

### Bilan de la compétition
Au mois de décembre 2023, le Tchèque Tomáš Portyk annonce sa retraite avec un effet immédiat. Quelques semaines plus tard, Fabian Riessle prend également sa retraite. A Lahti, Leevi Mutru dispute ses dernières courses de coupe du monde avant sa retraite. A l'issue de la saison, l'entraîneur en chef autrichien, Mario Stecher est nommé directeur sportif de la Fédération autrichienne de ski (de). Il est remplacé par Florian Liegl. En avril 2024, Samuel Costa annonce également sa retraite sportive. Chez les Allemands, l'entraîneur de saut, Heinz Kuttin est nommé entraîneur de l'équipe allemande féminine de saut. Constantin Kreiselmeyer lui succède à son poste. En mai 2024, Antoine Gérard annonce également sa retraite sportive. La fédération finlandaise de ski rencontre de graves problèmes financiers et les membres du staff de l'équipe finlandaise ne seraient plus payés à l'issue de la saison.
Jarl Magnus Riiber remporte pour la cinquième fois le classement général de la compétition. Cependant, il termine la saison blessé et il se fait opérer du ménisque quelques jours après la fin de saison. Au classement général, il devance Stefan Rettenegger et Johannes Lamparter. Jarl Magnus Riiber remporte également le « petit globe » du format « compact » ainsi que le trophée du meilleur sauteur. Jarl Magnus Riiber remporte 16 des 19 de la Coupe du monde, dont neuf consécutivement, deux records absolus en combiné nordique. Il remporte le Ruka Tour, le Triple de  Seefeld et le German Trophy et il établit trois nouveaux records de tremplin à Ruka, Oberstdorf et Otepää. Lors des trois Coupes du monde que Riiber n'a pas remporté, il a terminé deuxième dans chacune d'elles. Vinzenz Geiger remporte le classement du meilleur skieur. Le classement des nations masculins est remporté par l'Autriche. Il s'agit de la première victoire autrichienne depuis treize ans dans ce classement. Les athlètes autrichiens ont marqué 6 545 points soit 327 points de plus que la Norvège et 915 points de plus que l'Allemagne. Les athlètes autrichiens ont réalisé 24 podiums individuels dont quatre victoires. Plusieurs athlètes ont terminé la saison blessée. Yoshito Watabe s'est blessé à Ramsau et il reviendra lors de la saison prochaine. Mario Seidl qui était de retour de maladie s'est à nouveau blessé à un genou à Lahti.
Chez les femmes, Ida Marie Hagen remporte pour la première fois le classement général de la compétition. Elle remporte également le « petit globe » du format « compact » ainsi que le trophée de la meilleure skieuse. Ida Marie Hagen remporte neuf courses sur les 15 courses individuelles. Elle termine à la deuxième des courses qu'elle n'a pas remportée. Au classement général, elle devance deux compatriotes : Gyda Westvold Hansen et Mari Leinan Lund. Gyda Westvold Hansen remporte le classement de la meilleure sauteuse. Mari Leinan Lund termine la saison blessée aux ligaments croisés antérieurs et au ménisque. Elle se fait opérer quelques jours après la fin de la saison. Elle pourrait manquer la majeure partie de la saison suivante.
Lors des Nordic Combined Awards 2024, des athlètes et entraîneurs sont récompensés. Jarl Magnus Riiber et Ida Marie Hagen sont désignés athlètes de l'année. Christoph Bieler et Lasse Moilanen sont les entraîneurs masculins et féminins de la saison. Tristan Sommerfeldt (de) et Joanna Kil (pl) sont les rookies de la saison. Kristjan Ilves et Minja Korhonen (de) sont les sportifs les plus appréciés par les fans de la discipline. Annika Malacinski (de) et Johannes Rydzek reçoivent le prix des meilleurs promoteurs de la discipline. Enfin, Ivar Stuan (no) obtient un prix spécial pour l'ensemble de sa carrière et notamment pour son engagement à aider les athlètes des « petits » pays.
À l'issue de la saison, la FIS annonce une série de changements pour la saison 2024-2025. L'hiver suivant, un nouveau format sera essayé en coupe du monde : le super sprint. Ce format consiste en un sprint de ski de fond puis un concours de saut à ski. Un « petit globe » sera décerné pour les mass-start. Enfin, les athlètes féminines vont participer pour la première fois à des épreuves sur un grand tremplin.
Le directeur des équipes de France de ski nordique, Étienne Gouy considère que l'hiver des athlètes français a été correct notamment pour Léna Brocard et Mattéo Baud. Les athlètes américains ont déçus. Afin d'améliorer les résultats à long-terme des athlètes américains et le maintien du combiné nordique aux Jeux olympiques, un plan d'action est en cours de déploiement.

## Classement général

### Femmes
| Rang | Nom                  | Points |
| ---- | -------------------- | ------ |
|      | Ida Marie Hagen      | 1440   |
| 2    | Gyda Westvold Hansen | 1280   |
| 3    | Mari Leinan Lund     | 1044   |
| 4    | Haruka Kasai         | 969    |
| 5    | Nathalie Armbruster  | 928    |
| 6    | Lisa Hirner          | 751    |
| 7    | Jenny Nowak          | 749    |
| 8    | Léna Brocard         | 653    |
| 9    | Yuna Kasai           | 603    |
| 10   | Maria Gerboth        | 587    |

| Rang | Nation     | Points |
| ---- | ---------- | ------ |
|      | Norvège    | 4783   |
| 2    | Allemagne  | 3292   |
| 3    | Japon      | 2574   |
| 4    | Autriche   | 1672   |
| 5    | Italie     | 1135   |
| 6    | États-Unis | 810    |
| 7    | France     | 690    |
| 8    | Finlande   | 656    |
| 9    | Slovénie   | 482    |
| 10   | Pologne    | 330    |

| Rang | Nom                  | Points |
| ---- | -------------------- | ------ |
|      | Ida Marie Hagen      | 300    |
| 2    | Gyda Westvold Hansen | 270    |
| 3    | Nathalie Armbruster  | 195    |
| 4    | Haruka Kasai         | 182    |
| 5    | Marte Leinan Lund    | 176    |
| 6    | Daniela Dejori       | 150    |
| 7    | Anju Nakamura        | 144    |
| 8    | Mari Leinan Lund     | 132    |
| 9    | Lisa Hirner          | 129    |
| 10   | Jenny Nowak          | 129    |

| Rang | Nom                  | Points |
| ---- | -------------------- | ------ |
|      | Gyda Westvold Hansen | 1344   |
| 2    | Mari Leinan Lund     | 1128   |
| 3    | Ida Marie Hagen      | 1099   |
| 4    | Haruka Kasai         | 994    |
| 5    | Svenja Würth         | 859    |
| 6    | Jenny Nowak          | 815    |
| 7    | Lisa Hirner          | 778    |
| 8    | Nathalie Armbruster  | 770    |
| 9    | Léna Brocard         | 699    |
| 10   | Maria Gerboth        | 670    |

| Rang | Nom                  | Points |
| ---- | -------------------- | ------ |
|      | Ida Marie Hagen      | 1490   |
| 2    | Nathalie Armbruster  | 1148   |
| 3    | Gyda Westvold Hansen | 930    |
| 4    | Marte Leinan Lund    | 838    |
| 5    | Daniela Dejori       | 824    |
| 6    | Anju Nakamura        | 813    |
| 7    | Haruka Kasai         | 690    |
| 8    | Mari Leinan Lund     | 664    |
| 9    | Lisa Hirner          | 657    |
| 10   | Jenny Nowak          | 628    |

### Hommes
| Rang | Nom                | Points |
| ---- | ------------------ | ------ |
|      | Jarl Magnus Riiber | 1870   |
| 2    | Stefan Rettenegger | 1530   |
| 3    | Johannes Lamparter | 1456   |
| 4    | Jørgen Graabak     | 1350   |
| 5    | Kristjan Ilves     | 1207   |
| 6    | Jens Lurås Oftebro | 1005   |
| 7    | Manuel Faißt       | 946    |
| 8    | Johannes Rydzek    | 932    |
| 9    | Thomas Rettenegger | 877    |
| 10   | Eero Hirvonen      | 868    |

| Rang | Nation     | Points |
| ---- | ---------- | ------ |
|      | Autriche   | 6545   |
| 2    | Norvège    | 6218   |
| 3    | Allemagne  | 5360   |
| 4    | Finlande   | 2131   |
| 5    | Japon      | 1327   |
| 6    | Estonie    | 1207   |
| 7    | Italie     | 1023   |
| 8    | États-Unis | 978    |
| 9    | France     | 940    |
| 10   | Slovénie   | 207    |

| Rang | Nom                | Points |
| ---- | ------------------ | ------ |
|      | Jarl Magnus Riiber | 280    |
| 2    | Stefan Rettenegger | 219    |
| 3    | Johannes Rydzek    | 200    |
| 4    | Manuel Faißt       | 181    |
| 5    | Jens Lurås Oftebro | 170    |
| 6    | Jørgen Graabak     | 166    |
| 7    | Johannes Lamparter | 155    |
| 8    | Kristjan Ilves     | 153    |
| 9    | Eero Hirvonen      | 138    |
| 10   | Terence Weber      | 124    |

| Rang | Nom                | Points |
| ---- | ------------------ | ------ |
|      | Jarl Magnus Riiber | 1830   |
| 2    | Johannes Lamparter | 1546   |
| 3    | Thomas Rettenegger | 1413   |
| 4    | Stefan Rettenegger | 1348   |
| 5    | Franz-Josef Rehrl  | 1221   |
| 6    | Kristjan Ilves     | 1200   |
| 7    | Jørgen Graabak     | 995    |
| 8    | Ryōta Yamamoto     | 969    |
| 9    | Terence Weber      | 939    |
| 10   | Martin Fritz       | 921    |

| Rang | Nom                | Points |
| ---- | ------------------ | ------ |
|      | Vinzenz Geiger     | 1645   |
| 2    | Jens Lurås Oftebro | 1310   |
| 3    | Eero Hirvonen      | 1191   |
| 4    | Ilkka Herola       | 1156   |
| 5    | Johannes Rydzek    | 1153   |
| 6    | Jørgen Graabak     | 1152   |
| 7    | Manuel Faißt       | 986    |
| 8    | Julian Schmid      | 946    |
| 9    | Jarl Magnus Riiber | 854    |
| 10   | Stefan Rettenegger | 854    |

## Résultats

### Femmes
| Étape | Date              | Épreuve                           | Vainqueur            | Deuxième        | Troisième        | Leader du classement |
| ----- | ----------------- | --------------------------------- | -------------------- | --------------- | ---------------- | -------------------- |
| 1     | 1er décembre 2023 | Gundersen individuel HS 98 — 5 km | Gyda Westvold Hansen | Ida Marie Hagen | Mari Leinan Lund | Gyda Westvold Hansen |
| 2     | 2 décembre 2023   | Gundersen individuel HS 98 — 5 km | Gyda Westvold Hansen | Ida Marie Hagen | Mari Leinan Lund | Gyda Westvold Hansen |

| Étape | Date             | Épreuve                           | Vainqueur            | Deuxième             | Troisième           | Leader du classement |
| ----- | ---------------- | --------------------------------- | -------------------- | -------------------- | ------------------- | -------------------- |
| 3     | 15 décembre 2023 | Gundersen individuel HS 97 — 5 km | Gyda Westvold Hansen | Ida Marie Hagen      | Minja Korhonen (de) | Gyda Westvold Hansen |
| 4     | 16 décembre 2023 | Compact individuel HS 97 — 5 km   | Ida Marie Hagen      | Gyda Westvold Hansen | Lisa Hirner         | Gyda Westvold Hansen |

| 2e édition du German Trophy |                 |                                    |                  |                      |                      |                      |
| Étape                       | Date            | Épreuve                            | Vainqueur        | Deuxième             | Troisième            | Leader du classement |
| 5                           | 13 janvier 2024 | Gundersen individuel HS 106 — 5 km | Mari Leinan Lund | Ida Marie Hagen      | Gyda Westvold Hansen | Gyda Westvold Hansen |
| 6                           | 14 janvier 2023 | Compact individuel HS 106 — 5 km   | Ida Marie Hagen  | Gyda Westvold Hansen | Mari Leinan Lund     | Gyda Westvold Hansen |

| Étape                                        | Date            | Épreuve                            | Vainqueur        | Deuxième         | Troisième            | Leader du classement |
| -------------------------------------------- | --------------- | ---------------------------------- | ---------------- | ---------------- | -------------------- | -------------------- |
| 7                                            | 27 janvier 2024 | Gundersen individuel HS 100 — 4 km | Mari Leinan Lund | Ida Marie Hagen  | Nathalie Armbruster  | Ida Marie Hagen      |
| 8                                            | 28 janvier 2024 | Gundersen individuel HS 100 — 8 km | Ida Marie Hagen  | Mari Leinan Lund | Gyda Westvold Hansen | Ida Marie Hagen      |
| Vainqueur du German Trophy : Ida Marie Hagen |                 |                                    |                  |                  |                      |                      |

| Étape | Date           | Épreuve                            | Vainqueur       | Deuxième             | Troisième           | Leader du classement |
| ----- | -------------- | ---------------------------------- | --------------- | -------------------- | ------------------- | -------------------- |
| 9     | 2 février 2024 | Gundersen individuel HS 100 — 5 km | Ida Marie Hagen | Mari Leinan Lund     | Nathalie Armbruster | Ida Marie Hagen      |
| 10    | 3 février 2024 | Compact individuel HS 100 — 5 km   | Ida Marie Hagen | Gyda Westvold Hansen | Nathalie Armbruster | Ida Marie Hagen      |

| Étape | Date            | Épreuve                           | Vainqueur            | Deuxième         | Troisième            | Leader du classement |
| ----- | --------------- | --------------------------------- | -------------------- | ---------------- | -------------------- | -------------------- |
| 11    | 9 février 2024  | Mass start HS 97 — 5 km           | Gyda Westvold Hansen | Ida Marie Hagen  | Mari Leinan Lund     | Ida Marie Hagen      |
| 12    | 10 février 2024 | Gundersen individuel HS 97 — 5 km | Ida Marie Hagen      | Haruka Kasai     | Gyda Westvold Hansen | Ida Marie Hagen      |
| 13    | 11 février 2024 | Gundersen individuel HS 97 — 5 km | Ida Marie Hagen      | Mari Leinan Lund | Gyda Westvold Hansen | Ida Marie Hagen      |

| Étape | Date        | Épreuve                            | Vainqueur       | Deuxième         | Troisième            | Leader du classement |
| ----- | ----------- | ---------------------------------- | --------------- | ---------------- | -------------------- | -------------------- |
| 14    | 7 mars 2024 | Gundersen individuel HS 134 — 5 km | Ida Marie Hagen | Mari Leinan Lund | Gyda Westvold Hansen | Ida Marie Hagen      |

| Étape | Date         | Épreuve                              | Vainqueur                                                 | Deuxième                                                  | Troisième                                                 | Leader du classement |
| ----- | ------------ | ------------------------------------ | --------------------------------------------------------- | --------------------------------------------------------- | --------------------------------------------------------- | -------------------- |
| -     | 16 mars 2024 | Épreuve mixte par équipes HS 105     | Voir le résultat dans le paragraphe « compétition mixte » | Voir le résultat dans le paragraphe « compétition mixte » | Voir le résultat dans le paragraphe « compétition mixte » |                      |
| 15    | 17 mars 2024 | Gundersen individuel HS 105 — 7,5 km | Ida Marie Hagen                                           | Lisa Hirner                                               | Gyda Westvold Hansen                                      | Ida Marie Hagen      |

### Compétition mixte
| Date         | Épreuve                           | Vainqueur                                                                          | Deuxième                                                                          | Troisième                                                                      |
| ------------ | --------------------------------- | ---------------------------------------------------------------------------------- | --------------------------------------------------------------------------------- | ------------------------------------------------------------------------------ |
| 16 mars 2024 | Épreuve par équipes mixtes HS 105 | Norvège- Jens L. Oftebro - Gyda Westvold Hansen - Ida Marie Hagen - Jørgen Graabak | Autriche- Stefan Rettenegger - Lisa Hirner - Annalena Slamik - Johannes Lamparter | Allemagne - Manuel Faißt - Jenny Nowak - Nathalie Armbruster - Johannes Rydzek |

### Hommes
| 6e édition du Ruka Tour                     |                  |                                     |                    |                    |                    |                      |
| Étape                                       | Date             | Épreuve                             | Vainqueur          | Deuxième           | Troisième          | Leader du classement |
| 1                                           | 24 novembre 2023 | Compact individuel HS 142 — 7,5 km  | Jens Lurås Oftebro | Jarl Magnus Riiber | Jørgen Graabak     | Jens Lurås Oftebro   |
| 2                                           | 25 novembre 2023 | Gundersen individuel HS 142 — 10 km | Jarl Magnus Riiber | Johannes Lamparter | Jørgen Graabak     | Jarl Magnus Riiber   |
| 3                                           | 26 novembre 2023 | Mass start HS 142 — 10 km           | Jarl Magnus Riiber | Johannes Lamparter | Stefan Rettenegger | Jarl Magnus Riiber   |
| Vainqueur du Ruka Tour : Jarl Magnus Riiber |                  |                                     |                    |                    |                    |                      |

| Étape | Date            | Épreuve                             | Vainqueur          | Deuxième           | Troisième      | Leader du classement |
| ----- | --------------- | ----------------------------------- | ------------------ | ------------------ | -------------- | -------------------- |
| 4     | 2 décembre 2023 | Gundersen individuel HS 98 — 10 km  | Jarl Magnus Riiber | Jens Lurås Oftebro | Jørgen Graabak | Jarl Magnus Riiber   |
| 5     | 3 décembre 2023 | Gundersen individuel HS 140 — 10 km | Jarl Magnus Riiber | Johannes Lamparter | Jørgen Graabak | Jarl Magnus Riiber   |

| Étape | Date             | Épreuve                           | Vainqueur          | Deuxième           | Troisième          | Leader du classement |
| ----- | ---------------- | --------------------------------- | ------------------ | ------------------ | ------------------ | -------------------- |
| 6     | 15 décembre 2023 | Mass Start 10 km — HS 97          | Johannes Lamparter | Jarl Magnus Riiber | Manuel Faisst      | Jarl Magnus Riiber   |
| 7     | 16 décembre 2023 | Compact individuel HS 97 — 7,5 km | Johannes Lamparter | Jarl Magnus Riiber | Stefan Rettenegger | Jarl Magnus Riiber   |

| 2e édition du German Trophy |                 |                                     |                    |                    |                    |                      |
| Étape                       | Date            | Épreuve                             | Vainqueur          | Deuxième           | Troisième          | Leader du classement |
| 8                           | 13 janvier 2024 | Gundersen individuel HS 106 — 10 km | Jarl Magnus Riiber | Johannes Lamparter | Stefan Rettenegger | Jarl Magnus Riiber   |
| 9                           | 14 janvier 2023 | Compact individuel HS 106 — 7,5 km  | Jarl Magnus Riiber | Stefan Rettenegger | Manuel Faisst      | Jarl Magnus Riiber   |

| Étape                                           | Date            | Épreuve                             | Vainqueur          | Deuxième           | Troisième          | Leader du classement |
| ----------------------------------------------- | --------------- | ----------------------------------- | ------------------ | ------------------ | ------------------ | -------------------- |
| 10                                              | 27 janvier 2024 | Gundersen individuel HS 100 — 10 km | Jarl Magnus Riiber | Stefan Rettenegger | Jørgen Graabak     | Jarl Magnus Riiber   |
| 11                                              | 28 janvier 2024 | Gundersen individuel HS 100 — 10 km | Jarl Magnus Riiber | Jørgen Graabak     | Stefan Rettenegger | Jarl Magnus Riiber   |
| Vainqueur du German Trophy : Jarl Magnus Riiber |                 |                                     |                    |                    |                    |                      |

|                                                |                |                                       |                    |                |                    |                      |
| Les Trois Jours du combiné nordique            |                |                                       |                    |                |                    |                      |
| Étape                                          | Date           | Épreuve                               | Vainqueur          | Deuxième       | Troisième          | Leader du classement |
| 12                                             | 2 février 2024 | Gundersen individuel HS 109 — 7,5 km  | Jarl Magnus Riiber | Jørgen Graabak | Johannes Lamparter | Jarl Magnus Riiber   |
| 13                                             | 3 février 2024 | Gundersen individuel HS 109 — 10 km   | Jarl Magnus Riiber | Jørgen Graabak | Jens Lurås Oftebro | Jarl Magnus Riiber   |
| 14                                             | 4 février 2024 | Gundersen individuel HS 109 — 12,5 km | Jarl Magnus Riiber | Jørgen Graabak | Stefan Rettenegger | Jarl Magnus Riiber   |
| Vainqueur des Trois Jours : Jarl Magnus Riiber |                |                                       |                    |                |                    |                      |
|                                                |                |                                       |                    |                |                    |                      |

| Étape | Date            | Épreuve                            | Vainqueur          | Deuxième           | Troisième          | Leader du classement |
| ----- | --------------- | ---------------------------------- | ------------------ | ------------------ | ------------------ | -------------------- |
| 15    | 9 février 2024  | Mass start HS 97 — 10 km           | Jarl Magnus Riiber | Kristjan Ilves     | Johannes Lamparter | Jarl Magnus Riiber   |
| 16    | 10 février 2024 | Gundersen individuel HS 97 — 10 km | Jarl Magnus Riiber | Kristjan Ilves     | Johannes Lamparter | Jarl Magnus Riiber   |
| 17    | 11 février 2024 | Gundersen individuel HS 97 — 10 km | Jarl Magnus Riiber | Stefan Rettenegger | David Mach         | Jarl Magnus Riiber   |

| Étape | Date        | Épreuve                             | Vainqueur                                 | Deuxième                                          | Troisième                                   | Leader du classement |
| ----- | ----------- | ----------------------------------- | ----------------------------------------- | ------------------------------------------------- | ------------------------------------------- | -------------------- |
| -     | 2 mars 2024 | Sprint par équipes HS 130 — 7,5 km  | Norvège- Jens L. Oftebro - Jørgen Graabak | Autriche- Stefan Rettenegger - Johannes Lamparter | Allemagne II- Manuel Faißt - Vinzenz Geiger |                      |
| 18    | 3 mars 2024 | Gundersen individuel HS 130 — 10 km | Johannes Lamparter                        | Stefan Rettenegger                                | Kristjan Ilves                              | Jarl Magnus Riiber   |

| Étape | Date         | Épreuve                             | Vainqueur          | Deuxième           | Troisième          | Leader du classement |
| ----- | ------------ | ----------------------------------- | ------------------ | ------------------ | ------------------ | -------------------- |
| 19    | 9 mars 2024  | Gundersen individuel HS 134 — 10 km | Jarl Magnus Riiber | Johannes Lamparter | Stefan Rettenegger | Jarl Magnus Riiber   |
| 20    | 10 mars 2024 | Gundersen individuel HS 134 — 10 km | Jarl Magnus Riiber | Johannes Lamparter | Kristjan Ilves     | Jarl Magnus Riiber   |

| Étape | Date         | Épreuve                             | Vainqueur                                                 | Deuxième                                                  | Troisième                                                 | Leader du classement |
| ----- | ------------ | ----------------------------------- | --------------------------------------------------------- | --------------------------------------------------------- | --------------------------------------------------------- | -------------------- |
| -     | 16 mars 2024 | Épreuve mixte par équipes HS 105    | Voir le résultat dans le paragraphe « compétition mixte » | Voir le résultat dans le paragraphe « compétition mixte » | Voir le résultat dans le paragraphe « compétition mixte » |                      |
| 21    | 17 mars 2024 | Gundersen individuel HS 138 — 10 km | Johannes Lamparter                                        | Stefan Rettenegger                                        | Kristjan Ilves                                            | Jarl Magnus Riiber   |

### Femmes
- (en) FIS Nordic Combined World Cup Women 2023/24, Fédération internationale de ski et de snowboard, 2023, 1 p. (lire en ligne).
- (en) Rules FIS Nordic Combined World Cup Women 2023-2024, Fédération internationale de ski et de snowboard, 2023, 18 p. (lire en ligne).

### Hommes
- (en) FIS Nordic Combined World Cup Men 2023/24, Fédération internationale de ski et de snowboard, 2023, 1 p. (lire en ligne).
- (en) Rules FIS Nordic Combined World Cup Men 2023-2024, Fédération internationale de ski et de snowboard, 2023, 21 p. (lire en ligne).